# Саборна црква Светог Кнеза Лазара и новомученика српских у Берковићима
Саборна црква Светог Кнеза Лазара и новомученика српских у Берковићима је храм Српске православне цркве који припада Епархији захумско-херцеговачкој и приморској. Налази се у Берковићима, Република Српска, Босна и Херцеговина.
Темељи храма су освећени 2000. године по благослову блаженопочившег Епископа Атанасија. Отац Дражен Тупањанин је започео радове на мјесту гдје је мученички страдао свештеник Војо Медан, Видовдана 1941. године. Првог октобра 2000. године радови су настављени по благослову тадашњег Епископа Григорија, а радове води парох јереј Александар Илић. 2004. године покривено је све осим централне куполе, а у октобру 2004. године завршен је звоник. Током 2006. и 2007. године храм је у потпуности покривен, а бакар за његово покривање је купљен донацијом Секретаријата вјера Републике Српске, будући да је храм и споменик жртвама и погинулим борцима Републике Српске.